# Je suis un homme perdu
Pour plus de détails, voir Fiche technique et Distribution.
Je suis un homme perdu est un film français de moyen métrage réalisé par Edmond T. Gréville, sorti fin mars 1933.

## Fiche technique
- Réalisation : Edmond T. Gréville, assisté de Paul Allaman
- Scénario : Simone Dulac et Marcel Idzkowski
- Photographie : Gosta Kottula, Maurice Hennebains
- Son : Igor B. Kalinovski
- Musique : Raymond
- Directeur de production : Alex Traversac
- Société de production : Or Films
- Société de distribution : Alliance Cinématographique Européenne
- Pays d'origine :  France
- Format : Noir et blanc - Son mono - 1,37:1  - 35 mm
- Genre : moyen métrage comique
- Durée : 36 minutes
- Année de sortie : 1933 en France

Sources : Bifi et IMDb

## Distribution
- Adrien Le Gallo : Bertrand de l'Espierre, un marchand de café très endetté
- Christiane Dor : Mélanie, sa bonne dont les économies servent à Monsieur pour payer les factures de Madame
- Mona Lys : Mona de l'Espierre, la femme de Bertrand
- Jean Gobet : Pierre Fosse, le secrétaire
- Odette Talazac : la générale
- Pitouto : le général brésilien
- Albert Broquin : Le livreur
- Simone Dulac : La romancière
- Jeanne Fusier-Gir
- Émile Garandais : Le curé
- Marcel Idzkowski
- Jafte : Le laitier